# Mariano Baquero Goyanes
Mariano Baquero Goyanes (Madrid, 10 de junio de 1923 - Murcia, 13 de junio de 1984) fue un romanista e hispanista español. Además fue un estudioso de la literatura española y comparada, tanto en su vertiente histórica como teórica. Ejerció su cátedra de Literatura Española en la Universidad de Murcia.

## Biografía
Mariano Baquero Goyanes nace el 10 de junio de 1923 en Madrid, donde residirá hasta su posterior traslado a Gijón, ciudad en la que concluye sus estudios en el Instituto Jovellanos. En dicha ciudad permanecerá durante su carrera, que realiza en la Facultad de Filosofía y Letras de Oviedo, adonde debía trasladarse a diario. Licenciado en Filología Románica en Oviedo en 1944, obtuvo los premios extraordinarios de Licenciatura y Fin de Carrera. Marchará a Madrid a realizar la tesis doctoral bajo la dirección de quien había sido su maestro en Oviedo, Rafael de Balbín Lucas. En dicha ciudad se alojará en la Residencia del Consejo Superior de Investigaciones Científicas, la ya famosa «Residencia de Estudiantes» de la calle de Pinar, de reconocidas resonancias literarias. Allí coincidirá con filólogos tan destacados como Fernando Lázaro o el hispanista R.O. Jones. Para su trabajo, que versó sobre «El cuento español en el siglo XIX», se nutrirá en las bibliotecas madrileñas y en la Biblioteca Menéndez Pelayo de Santander, cuyo rico fondo tanto contribuyó a la exhaustividad y seriedad de su estudio. Presentado al tribunal correspondiente, obtuvo la máxima calificación de la entonces Universidad Central, la única que podía expedir títulos de Doctor. Tal trabajo obtendría además, el Premio Extraordinario de Doctorado y posteriormente el Consejo Superior de Investigaciones Científicas le otorgó el codiciado Premio Menéndez Pelayo correspondiente a 1948.
Con tales antecedentes Mariano Baquero optó en las duras oposiciones de aquellos años, a una Cátedra de Universidad, realizando durante el otoño de 1949 y a lo largo de tres meses, brillantes ejercicios ante un tribunal presidido por Dámaso Alonso que no dudó en otorgarle la plaza de «Catedrático de Historia de la Lengua y la Literatura Española en sus relaciones con la Literatura Universal», de la Universidad de Murcia. Tomará posesión de dicha cátedra de nueva creación el 16 de diciembre de aquel año, convirtiéndose a sus 26 años, en el catedrático más joven de la Universidad española. En aquellos momentos eran catedráticos en Murcia Ángel Valbuena Prat, de Literatura Española, y, de Crítica Literaria, Carlos Clavería, quien pronto marchará a los Estados Unidos de América. Residiendo en principio en el Colegio Mayor -en el que coincidiría con el también recién catedrático Tierno Galván-, Baquero Goyanes no abandonará esta ciudad, en la que contraerá matrimonio y en donde impartirá clases de manera ininterrumpida a multitud de estudiantes. Cabría destacar entre sus discípulos a aquellos a quienes dirigió sus dos primeras tesis doctorales: Gonzalo Sobejano y Joaquín Gimeno Casalduero.
En 1953, dentro de la Cátedra Saavedra Fajardo, crea la revista Monteagudo, hoy ya en su tercera época. Fue Director de la Escuela de Formación del Profesorado de Grado Medio y Director del Departamento de Literatura Española desde su creación. Desempeñó el cargo de Vicedecano de la Facultad durante algunos años -en el que sucede a Valbuena Prat-, y con posterioridad el de Decano en funciones, pues se resistió siempre a ser nombrado definitivamente para tal puesto.
Desde 1969 perteneció a la Academia Alfonso X el Sabio, de la que llegó a ser Subdirector, y en 1980 fue nombrado Académico Correspondiente de la Real Academia Española.
Tras una grave enfermedad que supuso la interrupción de varios proyectos, entre los que figuraba un nuevo libro sobre el cuento en el siglo XIX, murió el 13 de junio de 1984.

## Trabajo
De sus libros, algunos ya clásicos e imprescindibles -El cuento español en el siglo XIX o Estructuras de la novela actual-, cabría señalar, entre los dedicados a la literatura española, Problemas de la novela contemporánea, La prosa modernista de Gabriel Miró, La novela naturalista española: Emilia Pardo Bazán, Prosistas españoles contemporáneos, Proceso de la novela actual, Azorín y Miró, Emilia Pardo Bazán, Temas, formas y tonos literarios. Junto a los estudios sobre escritores clásicos de la literatura española aparecen otros relacionados con los géneros literarios y sus técnicas narrativas. Los elementos rítmicos, el perspectivismo, los imprecisos límites del cuento, la novela y sus técnicas, la novela como tragicomedia, la retórica y el ritmo, el realismo y utopía en la literatura española constituyen buena parte del quehacer crítico de Baquero.
No hay en la filología española nadie comparable en su dedicación tan completa a la novela y los géneros afines como Mariano Baquero Goyanes. Y, aunque dedicó una monografía a la novela —Qué es la novela— y varios libros a recoger estudios sobre la novela actual, su pensamiento acerca de este género está disperso por toda su obra, en especial en los artículos periodísticos y en otros artículos académicos. 
El pensamiento sobre la novela de Baquero se apoya en tres fuentes: la influencia de Ortega, su dedicación a la novela y el cuento español en el siglo XIX y un espíritu cervantino. A estas tres fuentes habría que añadir un rasgo más, insinuado sobre todo en su obra periodística, la creencia en la superioridad de la novela de Dostoievski en el escenario de la novela contemporánea. El rasgo fundamental que Baquero observa en la novela es su flexibilidad. Esa flexibilidad no es compartida por ningún otro género, ni siquiera el cuento. Para autorizar esta observación Baquero recurre a Baroja, que había hablado de la permeabilidad del género en algunos prólogos de sus novelas. Esa flexibilidad permite los entrecruzamientos genéricos que se observan en la novela.
Muestras de esos cruces de géneros son las combinaciones de novela y poesía que aparecen en las obras de Cervantes, Clarín (se refiere a Doña Berta) y Pérez de Ayala. Las nivolas de Miguel de Unamuno le sirven para ejemplificar la rigidez de la crítica que se empeña en diseñar un esquema convencional para la novela.

## Obras
- El cuento español en el siglo XIX, Madrid 1949..
- El cuento español. Del romanticismo al realismo, hrsg. von Ana L. Baquero Escudero, Madrid 1992
- Problemas de la novela contemporánea, Madrid 1951, 1956.
- La prosa neomodernista de Gabriel Miró, Murcia 1952.
- La novela naturalista española. Emilia Pardo Bazán, Murcia 1955, 1986.
- Prosistas españoles contemporáneos. Alarcón. Leopoldo Alas. Gabriel Miró. Azorín, Madrid 1956.
- La novela vista por Menéndez Pelayo, Madrid 1956.
- Qué es la novela, Buenos Aires 1961, 1966, 1975; Murcia 1988, 1993, 1998.
- Proceso de la novela actual, Buenos Aires 1963, 1974.
- Perspectivismo y contraste. De Cadalso a Pérez de Ayala, Madrid 1963.
- Qué es el cuento, Buenos Aires 1967, 1974; Murcia 1988, 1993, 1998.
- Estructuras de la novela actual, Barcelona 1970, 1972, 1975, Madrid 1989.
- Emilia Pardo Bazán, Madrid 1971.
- Temas, formas y tonos literarios, Madrid 1972.
- Literatura de Murcia, Murcia 1984.
- Variaciones sobre un mismo tema. Artículos de prensa, hrsg. von Abraham Esteve Serrano und Francisco Vicente Gómez, Murcia 2006.